# Allsvenskan – Här kommer Degen
Allsvenskan – Här kommer Degen är en svensk sportdokumentär-TV-serie, som hade premiär den 13 januari 2022. I dokumentärserien följs Degerfors Idrottsförenings herrlag av Sveriges Television.